# Paralepa
Paralepa – miasteczko (alevik) w Estonii, w prowincji Lääne, w gminie Ridala. W roku 2021 liczyło 334 mieszkańców. W miejscowości znajdują się dwie latarnie morskie: Dolna latarnia morska Paralepa oraz Górna latarnia morska Paralepa.